# Agrias intensa
Agrias intensa är en fjärilsart som beskrevs av Percy I. Lathy 1921. Agrias intensa ingår i släktet Agrias och familjen praktfjärilar. Inga underarter finns listade i Catalogue of Life.